# Aero Caribbean
Aero Caribbean var ett kubanskt inrikesflygbolag. Flygbolaget flyger med 3 ATR 42 samt 4 ATR 72. Aero Ceribbean har tidigare flugit bland annat följande flygplansmodeller:
- AN-24
- AN-26
- ATR 42
- ATR 72
- DC-8
- Iljushin Il-14
- Iljushin Il-18
- Jak-40

## Olyckor
1995 omkom samtliga ombord (34 stycken) när en Iljysin-18 tillhörande Aero Caribbean havererade mot ett berg på väg till Puerto Plata, Dominikanska republiken Aviation Safety Networks hemsida om flygkraschen.
I november 2010 havererade en ATR 72 under inrikesflygning till Havanna. Samtliga 68 ombord omkom.